# Still Reportin'...
Still Reportin'... è il quarto album del rapper statunitense Tragedy Khadafi, pubblicato nel 2003 da Solid Records e Traffic Entertainment Group. Havoc, Capone e Rashida Jones partecipano come ospiti, mentre in produzione si avvicendano, tra gli altri, anche 7L e The Alchemist nelle versioni bonus. Nel disco originale, i produttori riportano un suono che ricorda quello di Havoc. Il rapper abbandona il political e conscious hip hop che aveva affrontato nei suoi album precedenti per dedicarsi a temi legati al ghetto.
| Recensione | Giudizio |
| ---------- | -------- |
| RapReviews | [ 1 ]    |

## Tracce
| #  | Titolo                            | Featuring                     | Autore musica  | Durata |
| -- | --------------------------------- | ----------------------------- | -------------- | ------ |
| 1  | "Still Reportin'"                 |                               | William Cooper | 3:04   |
| 2  | "Neva Die Alone Pt. II"           |                               | Scram Jones    | 3:52   |
| 3  | "The Code"                        | Havoc (Of Mobb Deep), Littles | Scram Jones    | 4:16   |
| 4  | "Hood"                            | Christ Castro                 | Dart La        | 4:48   |
| 5  | "Hood Love"                       | Rashida                       | William Cooper | 3:41   |
| 6  | "The Message [Aura Check]"        |                               | William Cooper | 3:57   |
| 7  | "Wake The Dead [Black Aura Skit]" |                               | William Cooper | 1:16   |
| 8  | "Walk Wit Me [911]"               |                               | Sha Money XL   | 6:03   |
| 9  | "U Make Me"                       | Capone (Of C-N-N), Littles    | Ben Grimm      | 3:59   |
| 10 | "The Truth"                       | Christ Castro                 | Just One       | 3:42   |
| 11 | "Fall Back"                       | Havoc (Of Mobb Deep)          | Scram Jones    | 3:53   |
| 12 | "Can't Figure"                    | V-12                          | Ben Grimm      | 4:17   |
| 13 | "Eloheem"                         |                               | Dart La        | 2:14   |
| 14 | "Crying On The Inside"            |                               | Scram Jones    | 5:25   |

Tracce bonus apparse su altre versioni del CD
1. Fall Back – 3:47 – Scram Jones
2. Terroristic Yihad – 4:30 – Abduology
3. Stay Free – 4:06 – The Alchemist
4. The Code – 4:16 – Remix di 7L